# 4Me
4Me（フォーミー）は、LuckyFM茨城放送で放送している生放送のラジオ番組である。

## 概要
LuckyFM茨城放送アナウンサーの菊地真衣がパーソナリティを務める音楽エンターテイメント番組である。
タイトルには4つの「me」member（仲間）、melody（音楽）、message（メッセージ）、memory（記憶）を中心に送り、 聞いているひとりひとりにとって「for me（私にとって）」プラスになる時間を届ける意味が込められている。

## 放送時間
現在の放送時間
- 毎週土曜日　9:00 - 13:00（2021年4月 - ）

## コーナー
2021年4月現在
- Me too!?MUSIC
- memorise
- Melody+（最終週はムービングなう!）
- マイマイプレイリスト
- マイプレイリスト
- マイタウン水戸（第2週のみ、水戸市の広報番組）
- 知っていますか?クスリのお話
- 母の詩
- マネーフォワード presents &Momey

## エピソード
- 2020年10月10日は、水間有紀が代理を務めた。
- 2022年7月30日は、くまきもえが代理を務めた。
- 2023年9月2日は、くまきもえが代理を務めた。
- 2023年11月25日は、煙山ゆうが代理を務めた。
- 2024年6月22日は、小菅玲菜が代理を務めた。
- 2024年8月10日は、煙山ゆうが代理を務めた。(12時までの短縮放送)
- 2024年11月23日は、小菅玲菜が代理を務めた。

| LuckyFM茨城放送 土曜9:00 - 13:00 | LuckyFM茨城放送 土曜9:00 - 13:00 | LuckyFM茨城放送 土曜9:00 - 13:00 |
| 前番組                           | 番組名                           | 次番組                           |
| -------------------------------- | -------------------------------- | -------------------------------- |
| studio musica                    | 4Me                              | -                                |

| スタブアイコン | サブスタブ | この項目は、まだ閲覧者の調べものの参照としては役立たない、ラジオ番組に関連した書きかけの項目です。この項目を加筆・訂正などしてくださる協力者を求めています（P:ラジオ/PJ:放送番組）。 |